# Hedvig Karakas
Hedvig Karakas, née le 21 février 1990 à Szolnok, est une judokate hongroise.

## Palmarès international en judo
| Championnats du monde         | Championnats du monde | Championnats du monde |
| Année                         | Médaille              | Catégorie             |
| ----------------------------- | --------------------- | --------------------- |
| 2009                          | bronze                | –57 kg                |
| Jeux européens                |                       |                       |
| Année                         | Médaille              | Catégorie             |
| 2015                          | argent                | –57 kg                |
| Championnats d’Europe de judo |                       |                       |
| Année                         | Médaille              | Catégorie             |
| 2009                          | bronze                | –57 kg                |
| 2010                          | bronze                | –57 kg                |
| 2015                          | argent                | –57 kg                |
| 2020                          | or                    | –57 kg                |